# Юлска революция в Египет
Юлската революция или Египетската революция (араб.: ثورة 23 يوليو 1952‎) започва на 23 юли 1952 г. от Свободните офицери, водени от Мохамед Нагиб и Гамал Абдел Насър. Денят на избухването на революцията се чества всяка година като национален празник на Египет.
Първоначалната цел на революцията е свалянето на крал Фарук I. Движението развива по-големи политически амбиции и скоро поисква да събори конституционната монархия и аристокрация на Египет и Судан, да установи републикански строй, да сложи край на британската окупация на страната и да затвърди независимостта на Судан.
Революционното правителство приема националистическа, антиимпериалистическа програма, която се изразява главно чрез Арабския национализъм и международна необвързаност.
Революцията е изправена пред непосредствена заплаха от западните имперски сили, най-вече от Обединеното кралство (окупирало Египет в началото на 1882 година) и Франция, които са предпазливи по отношение на възхода на националистическите чувства в териториите под техен контрол в целия арабски свят и Африка. Продължаващото състояние на война с Израел също представлява сериозно предизвикателство, тъй като Свободните офицерите увеличили вече силната египетска подкрепа за палестинците.
Тези 2 въпроса обединяват 4 години след революцията, когато Египет е завладян от Великобритания, Франция и Израел в Суецката криза от 1956 г. Въпреки огромните военни загуби войната се разглежда като политическа победа за Египет, особено след като оставя Суецкия канал в египетски контрол за първи път от 1875 г., изтривайки спомена за чуждестранната намеса като знак на национално унижение. Това засилва привлекателността на революцията в други арабски и африкански страни.
До 1960-те години арабският социализъм става доминираща идеология, превърнал Египет в централно планирана икономика. Страхът от спонсорирана от Запада контрареволюция, вътрешният религиозен екстремизъм, потенциалното комунистическо проникване и конфликтът с Израел са сочени като причини за тежко и дългогодишно ограничение на политическата опозиция, както и забраната на многопартийната система. Тези ограничения на политическата дейност са в сила дори при председателството на Ануар Садат от 1970 г., по време на което много от политиките на революцията са отложени или обърнати.
Ранните успехи на революцията насърчават националистически движения в други арабски (Алжир) и африкански (Кения) страни с антиколониални бунтове срещу европейските империи. Тя вдъхновява свалянето на съществуващи прозападни монархии и правителствата в региона и на континента.

## Предпоставки
- Както Съединените щати, така и Съветският съюз се смята, че египетската монархия е корумпирана и че пробританската колониална сатрапия, нейният пищен начин на живот е в рязък контраст с този на свободните офицери, които са живели в бедност.
- ЦРУ на САЩ и КДС на СССР чрез агентите си в Египет насърчават усещането за корупция от страна на няколко египетски институции като полиция, двореца и дори политическите партии, и от своя страна помагат в координирането на своите антибритански и реформистки симпатии с Движението на свободните офицери.
- Поражението във войната през 1948 г. с Израел довежда до обвинения в корупция към краля и неговата юрисдикция и насърчаването на това чувство сред египетския народ.

## Ранни конфликти
През зимата на 1951 – 1952 г. полицаи националисти започват да защитават и да насърчават нападения от федаините (мюсюлмански групи) срещу британските власти в Кайро, Александрия и по Суецкия канал. След отблъскването на особено унищожителното нападение срещу британското корабоплаване в близост до Исмаилия, което довежда до смъртта на няколко британски войници, британските войски проследяват федаините в града. На 25 януари 1952 г. британските войници откриват, че федаините са намерили убежище в местните полицейски казарми. Когато полицията отказва да предадат федаините, британският командващ офицер се опитва да преговаря започва жесточена престрелка. 50 египетски полицаи са убити и 100 са ранени. Египет избухва в ярост.
На 26 януари 1952 г. („Черна събота“) избухва наричаната от египтяните Втора революция, като за първа е считана Египетската революция от 1919 г.
Крал Фарук разпуска правителството на Мустафа Нахас. През следващите месеци 3 политици са натоварени да съставят правителства, като никое от тях не се задържа за дълго. Тези „спасителни министерства“ не успяват да спрат низходящата спирала на страната. Корупцията остава повсеместна въпреки опитите на премиерите.

## Ход на революцията
Докато Свободните офицери планират свалянето на монархията на 2 – 3 август, те решават да направят своя ход по-рано, след като лидерът им, Мохамед Нагиб, узнал, че крал Фарук притежава списък на офицерите и се готви да ги арестува. Затова служителите решават да предприемат изпреварващ удар и започват преврата в нощта на 22 юли. Халид Мохиедин си остава вкъщи, а Ануар Садат отива на кино. 
Междувременно председателят на Свободните офицери Гамал Абдел Насър се свързва с Мюсюлманското братсво и комунистическото Демократично движение за национална свобода, за да осигури тяхната подкрепа. Сутринта на 23 юли той и Абдел Хаким Амер оставят в дома на Мохиедин с цивилни дрехи и обикалят Кайро с колата Насър, за да съберат хора, които да арестуват ключови командири, преди да стигнат до казармите и да поемат своите войници. Срещат се с артилерията начело с Юсеф Садик преди батальонът му да излезе. В 6:00 ч. въздушните сили на офицерите започват да кръжат в небето над Кайро.